# Buków (województwo małopolskie)
Buków – wieś w Polsce, położona w województwie małopolskim, w powiecie krakowskim, w gminie Mogilany.
| SIMC    | Nazwa     | Rodzaj    |
| ------- | --------- | --------- |
| 0326546 | Łyse Góry | część wsi |
| 0326552 | Młynek    | część wsi |
| 0326569 | Poręby    | część wsi |

W latach 1975–1998 miejscowość administracyjnie należała do województwa krakowskiego.